# 第三次山海關戰鬥
山海關戰鬥發生於1926年1月7日，是北洋政府時期內戰之一，地點則是在中國山海關內外。交戰兩方為奉軍張學良及「國民四軍」參謀長兼砲兵旅長魏益三:367。戰鬥結果为奉軍取得絕對勝利，佔領山海關。魏益三拒不歸隊，終率餘黨數千人，仍稱「國民四軍」，依附馮玉祥。